# 제천축구센터
제천축구센터(堤川蹴球센터, Jecheon Football Center)는 대한민국 충청북도 제천시에 있는 스포츠 시설이다. 인조잔디 필드가 갖춰진 축구장 3면이 갖춰져 있으며, 2008년 7월에 개장했다. 제천자원관리센터가 건설되는 과정에서 함께 조성되었다.

## 참고 문헌
- 《전국 공공체육 시설 현황 (2017년말 기준)》. 대한민국 문화체육관광부. 2019.